# Ilyrgis perdiceas
Ilyrgis perdiceas là một loài bướm đêm trong họ Noctuidae.